# Isabella Mottinelli
Isabella Mottinelli (Brescia, 25 giugno 1998) è un'attrice e ballerina italiana nota per aver partecipato a fiction televisive.

## Biografia
Nata a Brescia, esordisce nel 2016 partecipando allo spettacolo di danza Le fumatrici di pecore di Michele Abbondanza e Antonella Bertoni. Nel 2017 frequenta la Civica Scuola di Teatro Paolo Grassi, proseguendo la formazione, accanto all'attività sul palco, fino al 2020.
Nel 2021 passa alla fiction televisiva e ottiene così visibilità nazionale, entrando nel cast della sesta stagione di Che Dio ci aiuti, dove interpreta la barista Carolina, ospite del convitto. Nello stesso anno ricopre un ruolo minore nella fiction RAI Blanca, dove è Beatrice, sorella dell'eponima protagonista interpretata da Maria Chiara Giannetta.
Il suo primo ruolo in un film è in Anni da cane, commedia distribuita dalla piattaforma di streaming Prime Video.
Dal 2022 riprende l'attività televisiva partecipando alle serie RAI Vostro onore e Il clandestino.

## Filmografia

### Cinema
- Anni da cane, regia di Fabio Mollo (2021)
- L'albero, regia di Sara Petraglia (2024)

### Televisione
- Che Dio ci aiuti – serie TV, 19 episodi (2021-2023)
- Blanca – serie TV, 8 episodi (2021-2023)
- Vostro onore – serie TV, 8 episodi (2022)
- Il clandestino – serie TV, 2 episodi (2024)

## Teatrografia
- Cinque variazioni su Racconto d’inverno di William Shakespeare, regia di Marco Maccieri. Scuola Civica di Teatro Paolo Grassi di Milano (2018)[4]
- La trilogia della Villeggiatura, di Carlo Goldoni, regia di Massimo Navone. Milano (2019)
- Sete, regia di Michele De Vita Conti. Milano (2019)[5]
- Zio Vanja, di Anton Čechov, regia di Massimo Navone. Milano (2019)[6]